# سی‌ان‌یو
شین دونگ وو (کره‌ای: 신동우؛ زادهٔ ۱۶ ژوئن ۱۹۹۱) که بیشتر با نام هنری سی‌ان‌یو (انگلیسی: CNU) شناخته می‌شود، خواننده و بازیگر اهل کره جنوبی است. او بیشتر به عنوان یکی از اعضای گروه بی‌وان‌ای‌فور شناخته می‌شود که در سال ۲۰۱۱ تشکیل شد. او در سال ۲۰۱۲ در سیتکام شبکه کی‌بی‌اس به نام فرستاده شده از بهشت ایفای نقش کرد.